# Junior Eurovision Song Contest 2015
Der 13. Junior Eurovision Song Contest fand am 21. November 2015 in der bulgarischen Hauptstadt Sofia statt. Es war das erste Mal, dass Bulgarien eine Eurovisions-Veranstaltung austrug. Bulgarien hatte allerdings nicht den Junior Eurovision Song Contest 2014 in Malta gewonnen. Das Motto des Wettbewerbs war #Discover! (dt. #Entdecke!). Zum dritten Mal nach 2009 und 2012 trug der Zweitplatzierte des Vorjahres den JESC aus. Malta gewann den Wettbewerb mit Destiny Chukunyere und Not My Soul zum zweiten Mal in drei Jahren und einer Rekordpunktzahl von 185. Daher trug Malta nach 2014 auch 2016 den Wettbewerb aus.

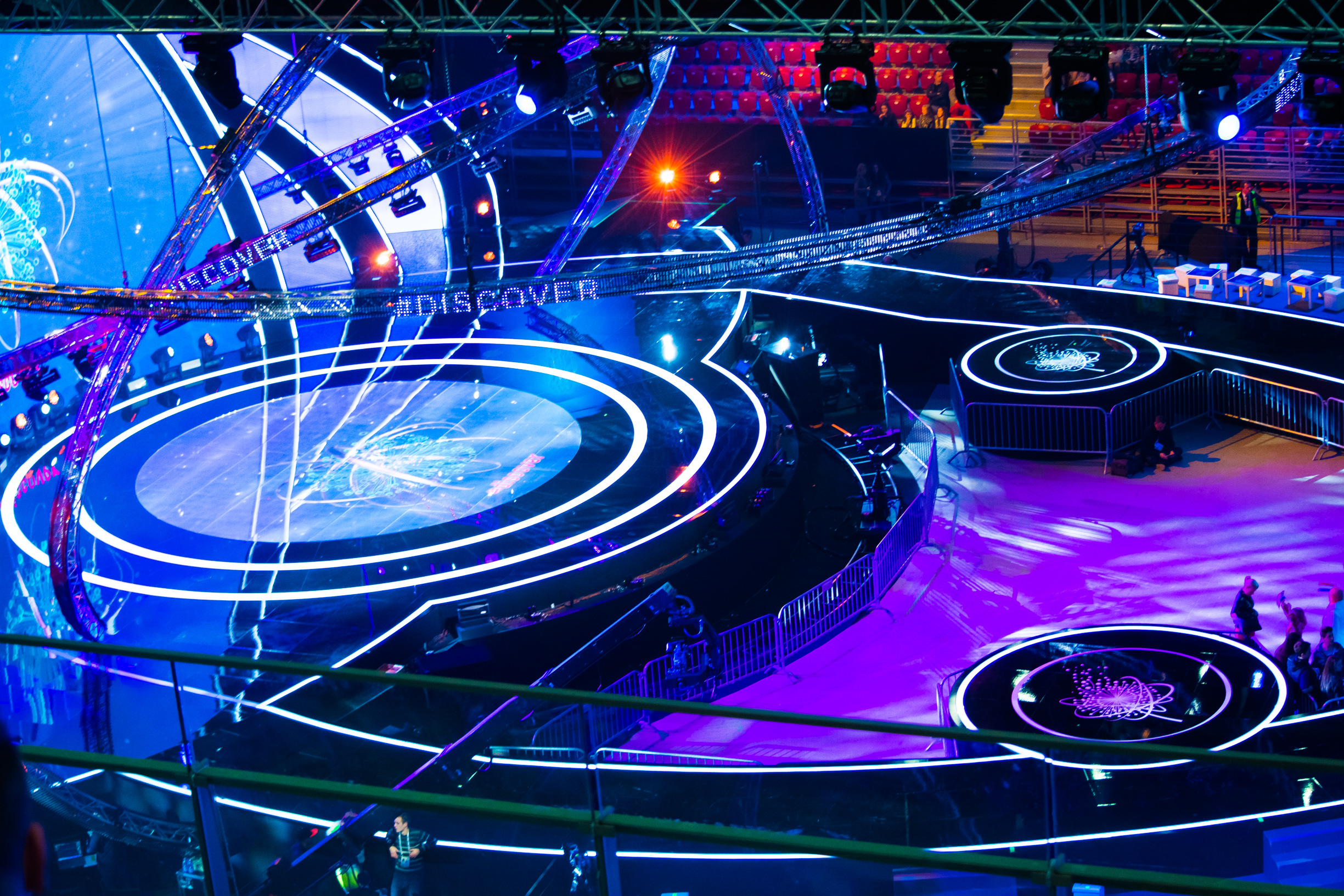
Bühne des JESC 2015 in Sofia

## Austragungsort

Länder, die 2015 teilnahmen
Länder, die in der Vergangenheit teilgenommen haben, jedoch nicht 2015

Aufgrund mangelnden Interesses lehnte die Fernsehanstalt des Vorjahressiegers Italien, RAI, die Austragung der Veranstaltung für 2015 ab. Der bulgarische Sender BNT gab am 26. Januar 2015 bekannt, dass sie den Contest austragen werden.
Am 30. März 2015 wurde bekannt gegeben, dass der Wettbewerb in der Arena Armeec Sofia stattfindet.

## Format

### Moderation
Moderiert wurde die Sendung von Poli Genowa, die Bulgarien beim Eurovision Song Contest 2011 in Düsseldorf vertreten hatte und mit dem zwölften Platz im zweiten Semifinale ausschied. 2016 nahm sie noch einmal am Eurovision Song Contest teil, wo sie im Finale mit dem Song If Love Was a Crime den vierten Platz belegte.

### Logo
Am 23. Juni 2015 veröffentlichte die EBU in Zusammenarbeit mit dem Austragenden Fernsehsender BNT das Logo der Veranstaltung. Im Fokus steht ein Löwenzahn dessen Samen vom Wind davon getragen werden.

### Offizieller Song
Das offizielle Lied des JESC 2015 Discover wurde von Krisia Todorowa gesungen, die 2014 für Bulgarien den zweiten Platz erreichte.

### Postkarten
Die sogenannten „Postcards“, die vor den Auftritten der Teilnehmer gezeigt werden, handelten von drei Jugendlichen, die durch Bulgarien reisten und verschiedene Sehenswürdigkeiten besuchten. Inspiriert wurden sie durch Selfies der einzelnen Teilnehmer, die ihnen dadurch einen berühmten Ort ihres eigenen Landes zeigen.

## Teilnehmer

### Länder
Am 7. Oktober 2015 wurde die endgültige Teilnehmerliste des Wettbewerbs und simultan das Debüt Australiens bekanntgegeben. Insgesamt nahmen 17 Länder teil. Albanien und Mazedonien kehrten 2015 zum Wettbewerb zurück, während Irland neben Australien zum ersten Mal teilnahm. Zypern, welches die finanziellen Mittel nicht aufbringen konnte, um teilzunehmen, zog sich vom Wettbewerb zurück, ebenso Schweden und Kroatien. Damit war dieser JESC zusammen mit der 2007er Ausgabe der größte seit 2004 und der erste seit 2008 ohne ein skandinavisches Land.
| Platz | Startnr. | Land                  | Interpret                                                            | Lied Musik (M) und Text (T) | Sprache                                                                                                  | Übersetzung (inoffiziell) | Punkte |
| ----- | -------- | --------------------- | -------------------------------------------------------------------- | --- | --- | ------------------------- | ------ |
| 01.   | 15       | Malta                 | Destiny Chukunyere                                                   | Not My Soul M/T: Elton Zarb, Matt Muxu, Maria Abdilla, Roberta Debono, Destiny Chukunyere                                                  | Englisch                                                                                                 | Nicht meine Seele         | 185    |
| 02.   | 11       | Armenien              | Michael Varosjan Միքայել Վարոսյան                                    | Love M: Lilit Navasardjan, Michael Varosjan; T: Avet Barseghjan, Michael Varosjan                                                          | Armenisch, Englisch                                                                                      | Liebe                     | 176    |
| 03.   | 03       | Slowenien             | Lina Kuduzović                                                       | Prva ljubezen M/T: Lina Kuduzović, Raay, Marjetka Vovk, Sabina Kuduzović                                                                   | Slowenisch, Englisch mit Zeilen auf Italienisch                                                          | Erste Liebe               | 112    |
| 04.   | 10       | Belarus               | Ruslan Aslanow Руслан Асланов                                        | Volshebstvo (Волшебство) M: Ruslan Kwinta; T: Vitali Kurowski, Ruslan Aslanow                                                              | Russisch, Englisch                                                                                       | Magie                     | 105    |
| 05.   | 16       | Albanien              | Mishela Rapo                                                         | Dambaje M: Adrian Hila; T: Pandi Laço | Albanisch mit Zeilen auf Englisch, Deutsch, Italienisch, Türkisch, Serbokroatisch, Spanisch, Französisch | –                         | 093    |
| 06.   | 08       | Russland              | Michail Smirnow Михаил Смирнов                                       | Mechta (Мечта) M/T: Michail Smirnow, Dimitris Kontopoulos                                                                                  | Russisch, Englisch                                                                                       | Träumen                   | 080    |
| 07.   | 01       | Serbien               | Lena Stamenković Лена Стаменковић                                    | Lenina pesma (Ленина песма) M: Leontina Vukomanović; T: Lena Stamenković, Leontina Vukomanović                                             | Serbisch                                                                                                 | Lenas Lied                | 079    |
| 08.   | 06       | Australien            | Bella Paige                                                          | My Girls M/T: Delta Goodrem, Mitch Allan, Vince Pazzinga                                                                                   | Englisch                                                                                                 | Meine Mädchen             | 064    |
| 09.   | 13       | Bulgarien (Gastgeber) | Gabriela Jordanowa & Iwan Stojanow габриела йорданова и иван стоянов | Cvetat na nadejdata (Цветът на надеждата) M: Slawi Trifonow, Ewgeni Dimitrow, Georgi Milchew-Godji; T: Iwajlow Vulchew, Gabriela Jordanowa | Bulgarisch                                                                                               | Die Farbe der Hoffnung    | 062    |
| 10.   | 02       | Georgien              | The Virus                                                            | Gabede (გაბედე) M: Giorgi Kukhianidse; T: Erekle Deisadse                                                                                  | Georgisch                                                                                                | Wage!                     | 051    |
| 11.   | 12       | Ukraine               | Anna Trintscher Анна Тринчер                                         | Pochny z sebe (Почни з себе) M/T: Anna Trintscher                                                                                          | Ukrainisch, Englisch                                                                                     | Beginne mit dir selbst    | 038    |
| 12.   | 07       | Irland                | Aimee Banks                                                          | Réalta na mara M: Brendan McCarthy, Niall Mooney, Jonas Gladnikoff, Aimee Banks; T: Aimee Banks                                            | Irisch, Lateinisch                                                                                       | Stern des Meeres          | 036    |
| 13.   | 17       | Montenegro            | Jana Mirković Јана Мирковић                                          | Oluja (Олуја) M: Mirsad Serhatlić; T: Boban Novović                                                                                        | Montenegrinisch                                                                                          | Sturm                     | 036    |
| 14.   | 14       | San Marino            | Kamilla Ismailowa Камилла Исмаилова                                  | Mirror M: Andrelli, Josefin Glenmark; T: Andrelli / Josefin Glenmark, Piero Romitelli, Kamilla Ismailowa                                   | Italienisch, Englisch                                                                                    | Spiegel                   | 036    |
| 15.   | 05       | Niederlande           | Shalisa                                                              | Million Lights M/T: Shalisa van der Laan                                                                                                   | Niederländisch, Englisch                                                                                 | Millionen Lichter         | 035    |
| 16.   | 04       | Italien               | Chiara & Martina                                                     | Viva M/T: Gigi D’Alessio, Adriano Pennino, Fabrizio Berlincioni, Chiara Scarpati, Martina Scarpati                                         | Italienisch mit Zeilen auf Englisch                                                                      | Hoch lebe                 | 034    |
| 17.   | 09       | Nordmazedonien        | Ivana & Magdalena Ивана Петковска и Магдалена Алексовска             | Pletenka (Плетенка) M: Magdalena Aleksovska; T: Ivana Petkovska                                                                            | Mazedonisch mit Zeilen auf Englisch                                                                      | Zopf                      | 026    |

## Punkteverteilung
In der folgenden Tabelle sind alle 17 Teilnehmer in der Startreihenfolge zeilenweise von oben nach unten sowie spaltenweise von links nach rechts aufgebaut, links daneben befindet sich außerdem die Kids Jury.
Zu Beginn der Punktevergabe bekam jedes Land automatisch zwölf Punkte um sicherzustellen, dass kein Land ohne Punkte bleibt.
| Land        |       |        |           |    |    |    |    |    |    |    |    |    |    |    |    |    |    |    |    |    |
| Land        | Platz | Punkte | Kids Jury | RS | GE | SI | IT | NL | AU | IE | RU | MK | BY | AM | UA | BG | SM | MT | AL | ME |
| ----------- | ----- | ------ | --------- | -- | -- | -- | -- | -- | -- | -- | -- | -- | -- | -- | -- | -- | -- | -- | -- | -- |
| Serbien     | 7.    | 79     | 4         |    | -  | 7  | -  | 4  | 2  | 3  | 5  | 12 | 4  | 4  | -  | 5  | 5  | -  | -  | 12 |
| Georgien    | 10.   | 51     | -         | 3  |    | -  | -  | -  | -  | 4  | 1  | -  | 5  | 8  | 5  | -  | -  | 1  | 8  | 4  |
| Slowenien   | 3.    | 112    | 6         | 6  | 5  |    | 7  | 8  | 6  | 6  | 8  | 1  | 8  | 10 | 10 | 8  | 6  | 3  | -  | 2  |
| Italien     | 16.   | 34     | -         | 2  | -  | -  |    | -  | -  | -  | -  | -  | -  | 3  | -  | -  | -  | 12 | 4  | 1  |
| Niederlande | 15.   | 35     | 1         | -  | 6  | 5  | 1  |    | 4  | -  | -  | -  | -  | -  | -  | 4  | 2  | -  | -  | -  |
| Australien  | 8.    | 64     | 7         | -  | 7  | -  | 3  | 3  |    | 2  | 3  | 2  | 1  | 1  | 2  | -  | 3  | 10 | 5  | 3  |
| Irland      | 12.   | 36     | -         | -  | 2  | 4  | -  | 2  | 5  |    | 2  | -  | -  | -  | -  | 2  | 1  | 6  | -  | -  |
| Russland    | 6.    | 80     | 5         | 7  | -  | 6  | 4  | 6  | 1  | -  |    | 3  | 7  | 7  | 4  | 7  | 8  | -  | 3  | -  |
| Mazedonien  | 17.   | 26     | -         | 1  | -  | -  | -  | -  | -  | -  | -  |    | -  | -  | -  | 1  | -  | -  | 7  | 5  |
| Belarus     | 4.    | 105    | 8         | 5  | 8  | 3  | 2  | 7  | 7  | 7  | 10 | 4  |    | 5  | 7  | 3  | 7  | 4  | 6  | -  |
| Armenien    | 2.    | 176    | 10        | 10 | 12 | 10 | 6  | 12 | 10 | 8  | 12 | 10 | 12 |    | 8  | 10 | 10 | 7  | 10 | 7  |
| Ukraine     | 11.   | 38     | 2         | -  | 3  | -  | 5  | -  | 3  | 1  | 4  | -  | 6  | -  |    | -  | -  | -  | 2  | -  |
| Bulgarien   | 9.    | 62     | -         | -  | 1  | 1  | 8  | 5  | -  | 12 | -  | 6  | -  | -  | 3  |    | -  | 8  | -  | 6  |
| San Marino  | 14.   | 36     | -         | -  | -  | -  | -  | -  | -  | -  | 7  | -  | 3  | 2  | 12 | -  |    | -  | -  | -  |
| Malta       | 1.    | 185    | 12        | 12 | 10 | 12 | 10 | 10 | 12 | 10 | 6  | 5  | 10 | 12 | 6  | 12 | 12 |    | 12 | 10 |
| Albanien    | 5.    | 93     | 3         | 4  | 4  | 8  | 12 | 1  | 8  | 5  | -  | 7  | 2  | 6  | 1  | 6  | 4  | 2  |    | 8  |
| Montenegro  | 13.   | 36     | -         | 8  | -  | 2  | -  | -  | -  | -  | -  | 8  | -  | -  | -  | -  | -  | 5  | 1  |    |

### Punktesprecher
Außer Australien und San Marino nutze jedes Land bei genügend Anrufen das Televoting neben den nationalen Jurys. Folgende 18 Personen gaben die Punkte bekannt:
| Land           | Punktesprecher        | Anmerkung                                                        |
| -------------- | --------------------- | ---------------------------------------------------------------- |
| Kid′s Jury     | Krisia Todorowa       | Teilnehmerin für Bulgarien 2014                                  |
| Albanien       | Majde Bejzade         |                                                                  |
| Armenien       | Betty                 | Teilnehmerin für Armenien 2014                                   |
| Australien     | Ellie Blackwell       |                                                                  |
| Bulgarien      | Wladimir Petkow       |                                                                  |
| Georgien       | Lizi Pop              | Teilnehmerin für Georgien 2014                                   |
| Irland         | Anna Banks            |                                                                  |
| Italien        | Vincenzo Cantiello    | Italienischer Sieger von 2014                                    |
| Malta          | Federica Falzon       | Teilnehmerin für Malta 2014                                      |
| Nordmazedonien | Alexandria Chaliovski |                                                                  |
| Montenegro     | Lejla Vulić           | Teilnehmerin für Montenegro 2014                                 |
| Niederlande    | Julia van Bergen      | Teilnehmerin für die Niederlande 2014                            |
| Russland       | Sofia Dolganowa       |                                                                  |
| San Marino     | Arianna Ulivi         | Teilnehmerin für San Marino 2014 (als Mitglied der Peppermints)  |
| Serbien        | Dunja Jeličić         |                                                                  |
| Slowenien      | Nikola Petek          |                                                                  |
| Ukraine        | Sofia Kutsenko        | Teilnehmerin für die Ukraine 2014 (als Mitglied von Sympho-Nick) |
| Belarus        | Lera Drobyshevskaya   |                                                                  |

### Statistik der Zwölf-Punkte-Vergabe
| Anzahl | Land       | erhalten von                                                                          |
| ------ | ---------- | ------------------------------------------------------------------------------------- |
| 8      | Malta      | Kid′s Jury, Albanien, Armenien, Australien, Bulgarien, San Marino, Serbien, Slowenien |
| 4      | Armenien   | Georgien, Niederlande, Russland, Belarus                                              |
| 2      | Serbien    | Nordmazedonien, Montenegro                                                            |
| 1      | Albanien   | Italien                                                                               |
| 1      | Bulgarien  | Irland                                                                                |
| 1      | Italien    | Malta                                                                                 |
| 1      | San Marino | Ukraine                                                                               |

### Split-Ergebnisse zwischen Jury- und Televoting
Folgende Resultate hätte es bei reiner Jury- oder Zuschauerabstimmung gegeben:
| Platz | Televoting     | Punkte | Jury           | Punkte |
| ----- | -------------- | ------ | -------------- | ------ |
| 1     | Malta          | 143    | Malta          | 157    |
| 2     | Armenien       | 134    | Armenien       | 149    |
| 3     | Slowenien      | 098    | Belarus        | 101    |
| 4     | Albanien       | 086    | Slowenien      | 077    |
| 5     | Bulgarien      | 077    | Serbien        | 073    |
| 6     | Russland       | 065    | Albanien       | 069    |
| 7     | Belarus        | 061    | Australien     | 067    |
| 8     | Serbien        | 053    | Russland       | 057    |
| 9     | San Marino     | 051    | Niederlande    | 053    |
| 10    | Irland         | 043    | Italien        | 043    |
| 11    | Georgien       | 041    | Georgien       | 040    |
| 12    | Ukraine        | 035    | Montenegro     | 021    |
| 13    | Australien     | 032    | Ukraine        | 019    |
| 14    | Montenegro     | 023    | Irland         | 019    |
| 15    | Nordmazedonien | 022    | San Marino     | 015    |
| 16    | Italien        | 013    | Bulgarien      | 014    |
| 17    | Niederlande    | 09     | Nordmazedonien | 012    |

## Übertragung
Folgende Sender übertrugen die Show live im Fernsehen mit, falls bekannt, diesen Kommentatoren:
- Albanien: Andri Xhahu (TVSH, RTSH HD & RTSH Muzike)
- Armenien: Awet Barseghjan (Armenia 1)
- Australien: Ash London & Toby Truslove (SBS One)
- Bulgarien: BNT, BNT HD, BNT World
- Georgien: Zuta Schkheidse (GPB 1)
- Irland: TG4
- Italien: Simone Lijoi (Rai Gulp)
- Malta: TVM
- Nordmazedonien: MRT 1
- Montenegro: Dražen Bauković & Tamara Ivanković (TVCG 2)
- Niederlande: Jan Smit (NPO 3)
- Russland: Olga Schelest (Karousel)
- San Marino: Lia Fiorio & Gilberto Gattei (SMRTV)
- Serbien: Silvana Grujić (RTS 2)
- Slowenien: Andrej Hofer (TV SLO 1)
- Ukraine: Timur Miroschnytschenko (NTU) (Moderator beim JESC 2009 und JESC 2013)
- Belarus: Anatolij Lipetskij (Belarus 1 & 24)

Zudem übertragen mehrere Länder, die nicht teilnehmen, den Wettbewerb im Radio, Fernsehen oder per Livestream in Internet:
- Albanien: Andri Xhahu (Radio Tirana)
- Deutschland: Thomas Mohr (Eurovision.de-Livestream des NDR)
- Neuseeland: Ewan Spence (World FM)
- Singapur: Ewan Spence (247 Music Radio)
- Vereinigte Staaten: Ewan Spence (WUSB Radio)
- Vereinigtes Königreich: Ewan Spence (Cotswalds FM, Fun Kids, Oystermouth Radio, Radio Six International, Shore FM)

Weltweit wurde die Show auf der offiziellen Webseite junioreurovision.tv sowie auf Youtube mit Kommentar von Luke Fisher und Iwan Iwanow, der Bulgarien 2011 vertrat, übertragen.

## Absagen

### Absagen und daher keine Rückkehr zum JESC
| Land                   | Grund und Bemerkung | letzte Teilnahme |
| ---------------------- | --- | ---------------- |
| Belgien                | Ketnet bestätigte am 23. Juni 2015, dass Belgien auch 2015 nicht zurückkehren werde. Am 26. Juni beschloss auch RTBF nicht zum JESC zurückzukehren. Dieser französischsprachige Sender nahm zum letzten Mal 2005 in Hasselt teil und kooperierte mit VRT. | 2012             |
| Frankreich             | France 2 bestätigte am 24. Juni 2015, dass man nicht zum JESC 2015 zurückkehren werde. | 2004             |
| Israel                 | Israels Rundfunkanstalt IBA wird auch 2015 nicht zum Junior Eurovision Song Contest zurückkehren. | 2012             |
| Kroatien               | Am 24. Juni 2015 teilte der kroatische Fernsehsender mit, dass das Land 2015 nicht teilnehmen werde. Allerdings wurde am 28. August 2015 auf Nachfrage bei Hrvatska Radiotelevizija bekannt, dass eine Teilnahme noch offen sei und dass man sich in den nächsten Wochen entscheiden werde. Jedoch stand Kroatien schlussendlich nicht auf der Teilnehmerliste. | 2014             |
| Lettland               | LTV gab am 16. März 2015 bekannt, dass man 2015 nicht zum Wettbewerb zurückkehren wird. | 2011             |
| Litauen                | LRT gab am 29. Mai 2015 bekannt, dass man dieses Jahr nicht zurückkehren wird, nachdem man 2011 zum letzten Mal teilnahm. | 2011             |
| Rumänien               | Am 4. Juni 2015 gab TVR bekannt, dass man sich in Sofia nicht am Wettbewerb beteiligen wird, nachdem man 2009 in Kiew den letzten Platz belegte. | 2009             |
| Schweden               | Am 29. Juni 2015 gab SVT bekannt, dass man sich aus dem Wettbewerb zurückziehen werde. Am 28. September 2015 tauchte Schweden nicht auf der Teilnehmerliste auf und wird somit nicht am Jesc teilnehmen. | 2014             |
| Schweiz                | Am 17. März 2015 gab SRG SSR bekannt, dass die Schweiz auch 2015 nicht zurückkehren werde. | 2004             |
| Spanien                | TVE bestätigte am 25. September, dass Spanien 2015 nicht zum Wettbewerb zurückkehren wird. Zuvor hatte sich der Sender die Marke Eurovisión Junior für die nächsten zehn Jahre gesichert, sodass eine Rückkehr zum JESC wahrscheinlich erschien. Ein Grund für den Rückzug wurde nicht genannt.                                                                 | 2006             |
| Vereinigtes Königreich | Am 17. März 2015 gab ITV bekannt, dass Großbritannien 2015 nicht zum Wettbewerb zurückkehren wird, nachdem man wegen niedrigen Einschaltquoten ab 2006 von einer Teilnahme absah. | 2005             |
| Zypern                 | Am 29. Juni gab CyBC bekannt, dass man kein Geld zur Teilnahme habe und somit nicht beim JESC 2015 teilnehmen kann. | 2014             |

### Absagen und daher kein Debüt beim JESC
| Land        | Grund und Bemerkung |
| ----------- | --- |
| Andorra     | Am 31. Mai 2015 gab Andorra bekannt, dass man aus wirtschaftlichen Gründen nicht beim JESC debütieren werde. |
| Deutschland | Am 9. Juni 2015 bestätigte die Pressesprecherin des NDR und Head of Press der deutschen Delegation beim ESC Iris Bents, dass man noch nicht entschieden hat, ob man beim Junior Eurovision Song Contest 2015 debütieren wird. Das ZDF, das einen Beobachter nach Malta entsandt hatte, bestätigte jedoch, dass man keine Pläne hat sich beim JESC 2015 zu engagieren. Am 1. Juli veröffentlichte die ARD auf ihrer ESC-Seite Eurovision.de eine Umfrage bezüglich eines möglichen Debüts beim Junior Eurovision Song Contest, welches derzeit die Mehrheit der Stimmen begrüßen würde. Sollte sich die ARD für eine Teilnahme entscheiden, würde der Wettbewerb im Kindersender KiKA übertragen werden. Jedoch stand Deutschland schlussendlich nicht auf der Teilnehmerliste. Der Wettbewerb war dieses Jahr zum ersten Mal in Deutschland über die Website des NDR zu sehen. Kommentiert wurde er von Thomas Mohr. |
| Estland     | ERR gab am 30. Juli 2015 bekannt, dass man nicht beim JESC debütieren werde. |
| Island      | RÚV bestätigte am 1. Juni 2015, dass Island auch 2015 nicht teilnehmen werde. |
| Österreich  | Am 10. Januar 2015 gab der ORF bekannt, auch 2015 nicht beim Junior Eurovision Song Contest debütieren zu wollen. |
| Tschechien  | Am 19. März 2015 gab CT bekannt, dass Tschechien nicht beim Wettbewerb debütieren wird. |
| Ungarn      | Das ungarische Fernsehen MTV zeigt sich interessiert am Junior Eurovision Song Contest. 2013 entsandte man einen Beobachter zum JESC nach Kiew, 2014 einen zum weißrussischen Vorentscheid, um Informationen über die Austragung eines nationalen JESC-Finales zu erhalten. Trotzdem wird Ungarn auch dieses Jahr nicht debütieren, da der Sender interne Umstrukturierungen durchgeführt hat. |